# Raoul Diagne
Pour les articles homonymes, voir Diagne.
Raoul Diagne, né le 10 novembre 1910 à Saint-Laurent-du-Maroni en Guyane et mort le 4 novembre 2002 à Créteil, est un joueur puis un entraîneur de football français.
Raoul Diagne a pu évoluer à n'importe quel poste sur le terrain, gardien de but inclus. Malgré sa taille imposante (1,87 m), son style aérien lui vaut le surnom d'araignée. Sa zone de jeu de prédilection reste l'aile droite et c'est au poste de défenseur latéral droit très offensif qu'il fait principalement carrière en équipe de France. Il n'était pas rare de voir Raoul échanger son poste avec son ailier droit afin d'aller chercher un résultat en fin de partie. C'est lui qui marque ainsi les premiers buts du Racing en championnat de France professionnel. Le 15 février 1931,, il devient le premier footballeur noir à revêtir le maillot de l'équipe de France, avec laquelle il a compté dix-sept autres sélections. Il participe à la Coupe du monde 1938. En club, il gagne le titre de champion de France 1935-1936 et les Coupes de France 1936, 1939 et 1940 avec le Racing.

## Biographie

### Les débuts
Raoul Diagne est d'origine sénégalaise. Son père, Blaise Diagne (1872-1934), est député du Sénégal à l'Assemblée nationale française et ministre des Colonies. Il arrive en Métropole à dix-huit mois et découvre les joies du football à treize ans à l'école. Il fréquente un temps le Stade français, puis rejoint le Racing Club de Paris en 1926 avant de se joindre aux Pingouins, l'équipe fanion du Racing, en 1930.
Lors d'un match du championnat de Paris en 1931, le gardien du Racing, André Tassin, se blesse et doit quitter le terrain. Raoul Diagne prend sa place dans les buts et se révèle comme un excellent gardien. Il assure l'intérim de Tassin comme portier durant les quatre mois de l'absence du portier titulaire. Raoul hérite à cette période du titre de meilleur gardien de Paris et connaît même une sélection à ce poste à l'occasion d'un match Paris-Budapest.

### L'ère professionnelle du Racing

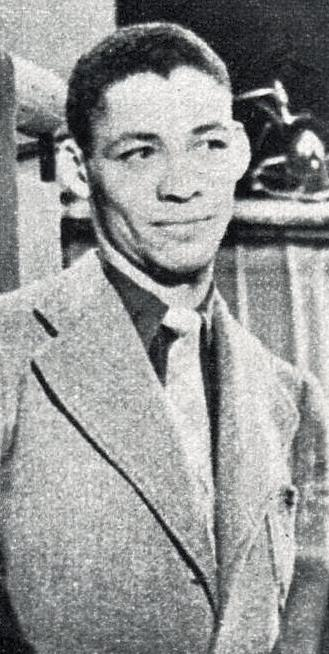
Raoul Diagne en novembre 1938.

Pour les grands débuts du Racing en championnat de France professionnel, c'est Raoul Diagne, pourtant défenseur, qui signe les deux buts du Racing.
À l'occasion de la saison 1935-1936 qui est couronnée par un doublé coupe-championnat des Pingouins du Racing, Raoul Diagne joue la moitié de la saison comme gardien de but. Le titulaire du poste, l'ombrageux Rudi Hiden (1909-1973), a fait un de ces caprices de stars et a demandé à ses dirigeants une augmentation pour rejoindre l'équipe. Hiden, meilleur gardien de but de son temps, est coutumier du fait. Raoul Diagne le remplace dans les buts jusqu'au retour du portier viennois.
Il gagne la Coupe de France 1939 contre Lille puis en 1940 face à l'Olympique de Marseille lors d'une finale disputée cinq jours avant le déclenchement de l'invasion allemande. Raoul Diagne, tout comme son ami Rudi Hiden, désormais naturalisé français, sont alors sous les drapeaux, mobilisation générale oblige, et bénéficient pour cette finale de Coupe de France d'une permission exceptionnelle.

### Équipe de France
Il est sélectionné 18 fois en équipe de France et devient le premier joueur noir à connaître les honneurs de la sélection dès 1931, pour un match amical contre la Tchécoslovaquie à Colombes (1-2). Il joue en équipe de France jusqu'au 28 janvier 1940 (France-Portugal, 3-2).
On aurait pu croire que cette sélection aurait provoqué des remous, comme ce sera le cas en Angleterre en 1978 lors de la première sélection d'un joueur noir en équipe d'Angleterre de football ou aux États-Unis en 1947 lors de l'alignement du premier joueur noir, Jackie Robinson, en Ligue majeure de baseball ; il n'en fut rien. En revanche, un an plus tard, Raoul Diagne se trouve au centre d'une affaire bien plus importante que sa couleur de peau : le statut professionnel. Issu d'un milieu aisé, son avenir n'était pas vraiment programmé dans le football ; aussi se fâche-t-il avec une partie de la bonne société parisienne en acceptant de franchir le pas du professionnalisme en 1932.
Absent de la coupe du monde en Italie en 1934, Raoul Diagne est bien présent en 1938 pour disputer l'épreuve en France. Malgré la grande détermination française, il en fait souvent témoignage, les Italiens s'imposent face aux Français, 3-1 en quarts de finale à Colombes.

### Fin de carrière de joueur

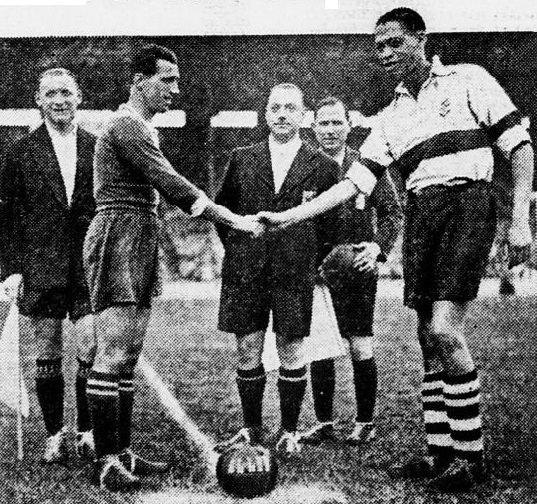
Poignée de mains des capitaines girondin (G.) et toulousain (Diagne à D.) lors de la demi-finale de la Coupe Jules Simon 1941.

Il joue pendant la guerre à Toulouse où il trouve refuge jusqu'en 1942. Il joue ensuite au FC Annecy (1942-1945). À Annecy, il ouvre un bar, associé à un autre international du Racing Club de Paris, Edmond Weiskopf. Juif hongrois, ce dernier est dénoncé. Obligé de fuir avec sa famille, il achève les années de guerre dans la clandestinité. La possible responsabilité directe de Raoul Diagne dans la dénonciation de son ancien partenaire n'est pas prouvée. Après la guerre, Raoul Diagne termine sa carrière de joueur à l'International de Nice (1945-1947) puis à l'US Gorée, au Sénégal (1947-1949).

### Carrière d'entraîneur
Sa carrière de joueur achevée, il passe son diplôme d'entraîneur et prend la direction de la Belgique pour faire ses premiers pas dans ses nouvelles fonctions. Il est responsable du club flamand du KSV Audenarde en 1949-1950, puis traverse la Méditerranée pour prendre en mains le Gallia Sports d'Alger. Ses débuts à Alger sont excellents, avec le gain du Championnat d'Afrique du Nord le 17 juin 1951. La saison suivante, le Gallia joue la pire saison de son histoire et se trouve relégué à l'étage inférieur. Cet échec marque durablement Raoul Diagne qui devient entraîneur du Sporting club constantinois en 1952-1953 avant de rentrer en France métropolitaine pour diriger la formation normande de l'US Flers.
Sélectionneur de l'équipe nationale du Sénégal au début des années 1960, Raoul Diagne est en poste lors de la victoire du Sénégal aux Jeux de l'Amitié à Dakar en 1963. À cette occasion, le Sénégal bat l'équipe de France amateur 2-0 en demi-finale le 18 avril. Le 20 avril, le Sénégal bat la Tunisie en finale au nombre de corners (9-4).
Il meurt à 92 ans le 12 novembre 2002 à Créteil en région parisienne.
Il est considéré au Sénégal comme le « grand-père du football sénégalais ».
La Guyane revendique également Raoul Diagne.

## Palmarès joueur
- Champion de France : 1936, avec le RC Paris.
- Coupe de France : 1936, 1939 et 1940, avec le RC Paris.